# Michauxia koeieana
Michauxia koeieana är en klockväxtart som beskrevs av Karl Heinz Rechinger. Michauxia koeieana ingår i släktet Michauxia och familjen klockväxter.
Artens utbredningsområde är Iran. Inga underarter finns listade i Catalogue of Life.